# L'Armoire volante
Pour plus de détails, voir Fiche technique et Distribution.
L'Armoire volante est un film français réalisé par Carlo Rim et sorti en 1948.

## Synopsis
Madame Lobligeois, octogénaire têtue, part pour Clermont-Ferrand avec deux déménageurs afin de rapporter à Paris ses quelques meubles, malgré la folle inquiétude de son neveu Alfred Puc, percepteur de son état. Il faut dire qu'il fait de nombreux degrés en dessous de zéro et qu'au retour, la brave dame meurt de froid. Affolés, les déménageurs laissent le corps dans une armoire à glace, et regagnent Paris en avertissant le neveu. Mais entre-temps le camion a été volé, début de palpitantes aventures du monsieur à la recherche du corps de sa tante.

## Fiche technique
- Autre titre : Mr Puc aux enfers
- Réalisation : Carlo Rim
- Assistant réalisation : Bernard Borderie
- Scénario, Adaptation et dialogues : Carlo Rim
- Photographie : Nicolas Hayer
- Opérateur : Noël Martin
- Montage : Henri Taverna
- Décors : Emile Alex
- Musique : Georges Van Parys
- Son : Jean-Roger Bertrand- sur système Western Electric
- Producteur : Raymond Borderie, pour la C.I.C.C (Compagnie Industrielle et Commerciale Cinématographique)
- Distributeur : Les Films Corona
- Directeur de production : Jean Darvey
- Tournage du 10 mars au 26 juin 1948, dans les studios de Boulogne
- Format : Son mono - Noir et blanc - 35 mm  - 1,37:1
- Tirage dans les laboratoires L.T.C de Saint-Cloud
- Durée : 90 min
- Genre : Comédie macabre
- Date de sortie : 
  - France - 29 octobre 1948
- Visa d'exploitation : 7485

## Distribution
- Fernandel : Alfred Puc, percepteur et neveu de Mme Lobligeois
- Berthe Bovy : Mme Léa Lobligeois, la tante d'Alfred
- Pauline Carton : Mme Ovide, la concierge des "Piégois"
- Germaine Kerjean : Mme Couffignal, la concierge de Mr Puc
- Marcel Pérès : Mr Fréjus, un déménageur
- Louis Florencie : Le notaire
- Henry Charrett : Mr Caillol, l'autre déménageur
- Gaston Modot : Le voleur de camion
- Annette Poivre : Mimi, la servante de l'hôtel des Innocents
- Antonin Berval : Grand Charles, un truand
- Yves Deniaud : Mr Martinet, le patron de l'hôtel des Innocents
- Albert Dinan : P'tit Louis, un truand
- Paul Demange : Le Frisé, le truand assassiné
- Christiane Sertilange : Mme Piégois, la jeune mariée
- Edmond Beauchamp : Le commissaire de la perquisition
- Maximilienne : La commandante de l'armée du salut
- Nina Myral : Une commère, voisine de M. Puc
- Robert Pizani : Le docteur Rastouin
- Jean Daurand : M. Piégois,le jeune marié
- Zélie Yzelle : Une commère voisine de M. Puc
- Jean Toulout : Richaud, le comédien
- Rivers Cadet : Mr Boirot, le patron déménageur
- Frédéric O'Brady : Un inspecteur à la perquisition
- Katherine Kath : Cora, la comédienne avec le sandwich
- Palmyre Levasseur : Une vieille actrice
- François Richard : Le premier commissaire
- Jacques Tarride : Le commissaire-priseur
- René Hell : Le metteur en scène de la pièce
- Albert Michel : Un agent cycliste qui aide à remonter la malle
- Jean Temerson : Un habitué du café
- Luc Andrieux : Un habitué du café
- André Bervil : Un habitué du café et un agent cycliste
- Marcel Loche : Mr Cornu, un employé du fisc
- Albert Broquin : Un inspecteur
- Henry Gerrar : Un employé
- René Lacourt : Un salutiste
- Emile Riandreys : Un acheteur à la salle des ventes
- Odette Barencey : Mme Pouladoux, une employée du fisc
- Georges Sauval : Le cafetier
- Albert Malbert : L'homme des consignes
- Marcelle Monthil : Une cliente pour la succession
- Marcel Melrac : Un voleur de camion
- Tristan Sévère-Raymond Gitenet : Le partenaire de Richaud
- Noël Robert : Le cafetier du botin téléphonique
- Georgé : L'antiquaire
- Lilian Charpentier
- Paola Manelli
- Édouard Francomme : L'accessoiriste sur la scène du théâtre
- Pierre Duncan : Un déménageur
- Émile Mylo
- Jacques Chevalier
- Charles Lavialle : Le cafetier des "Innocents"
- Les déménageurs Bedel
- Émile Prud'homme : L’accordéoniste (sous toutes réserves)